# Kukuruzni put
Kukuruzni put (česky doslova kukuřičná cesta) je označení pro polní cestu nacházející se západně od města Vukovar v Chorvatsku. Během Bitvy o Vukovar na přelomu léta a podzimu 1991 se jednalo o jedinou pro chorvatskou stranu použitelnou cestu, která spojovala město s územím kontrolovaném jejími vojsky. Pouze po této cestě přicházela do obléhaného Vukovaru humanitární a lékařská pomoc, ale také i zbraně, či vojsko. Strategický význam měla po tři měsíce; od září až do listopadu 1991.
Díky okolním kukuřičným polím byla veškerá technika putující z vesnice Bogdanovci směrem k vukovarské čtvrti Lužac poměrně dobře skryta před zraky Jugoslávské lidové armády, která měla pod kontrolou téměř celé okolí Vukovaru. JLA se po dlouhou dobu neúspěšně pokoušela cestu zablokovat, občas byly napadány projíždějící konvoje. Až 1. listopadu 1991 byla obsazena nedaleká vesnice Marince, následně pak obklíčeny Bogdanovci, což znamenalo přerušení této cesty. 18. listopadu obsadila Jugoslávská lidová armáda Vukovar. 
Pro chorvatskou stranu boje se stala tato spojnice symbolem odporu proti jugoslávským vojskům a bývá někdy přirovnávána ke křížové cestě[zdroj?]. Ve válečných letech o ní byl natočen dokumentární film a později vydána i řada publikací. V posledních letech se na místě koná řada vzpomínkových akcí.